# Адольф Шимперський
Адольф Шимперський (чеськ. Adolf Šimperský, 5 серпня 1909, Прага — 15 лютого 1964) — чехословацький футболіст, що грав на позиції півзахисника.
Виступав за празьку «Славію», у складі якої сім разів вигравав чемпіонат Чехословаччини. Грав за національну збірну Чехословаччини, у складі якої — срібний призер другого чемпіонату світу.

## Клубна кар'єра
У дорослому футболі дебютував 1927 року виступами за команду празької «Славії», в якій провів десять сезонів. За цей час сім разів допомагав команді вигравати чемпіонат Чехословаччини. Всього в складі «Славії» зіграв 338 матчів і забив 11 голів.
Завершив ігрову кар'єру в остравському клубі «Слезска», за команду якого виступав протягом 1937—1938 років.
Помер 15 лютого 1964 року на 55-му році життя.

## Виступи за збірну
1930 року дебютував в офіційних матчах у складі національної збірної Чехословаччини. Протягом кар'єри у національній команді, яка тривала 5 років, провів у формі головної команди країни 10 матчів.
У складі збірної був учасником чемпіонату світу 1934 року в Італії, де чехословаки здобули «срібло», проте сам Шимперський був резервним гравцем на турнірі.

## Титули та досягнення
- Чемпіон Чехословаччини (7):

«Спарта» (Прага): 1928—1929, 1929—1930, 1930—1931, 1932—1933, 1933—1934, 1934—1935, 1936—1937
- Віце-чемпіон світу: 1934